# سنتز پیریدین بوگر
سنتز پیریدین بوگر(به انگلیسی: Boger pyridine synthesis) یک روش سنتز حلقه‌زایی برای تشکیل پیریدینها است که به افتخار شیمیدان آمریکایی دال ال. بوگر، که برای اولین بار این سنتز را در سال ۱۹۸۱ توصیف نمود، نامگذاری شده‌است. این واکنش نوعی از واکنش دیلز–آلدر نیازمند الکترون معکوس است که در آن یک انامین با یک ۴٬۲٬۱-تری‌آزین واکنش داده و هسته پیریدین را تشکیل می‌دهد. این واکنش به صورت ویژه برای دستیابی به پیریدین‌هایی مفید است که سنتز آنها از طریق روش‌های دیگر دشوار یا غیرممکن است و همچنین در سنتز جامع فراورده‌های طبیعی پیچیده استفاده می‌شود.

## سازوکار
انامین عموماً از آمین کاتالیزوری (مانند پیرولیدین) و یک کتون به صورت درجا(in situ) تولید می شود. سپس آنامین به عنوان دی‌ان دوست با ۴٬۲٬۱-تری‌آزین واکنش نشان می‌دهد. ترکیب اولیه به دست آمده نیتروژن خود را دفع می‌کند و پیریدین با از دست دادن آمین مجدداً آروماتیک‌سازی می‌شود.